# 捷妮亚·豪斯纳
捷妮亚·豪斯纳（Xenia Hausner，1951年—），奥地利画家，她是20世纪90年代初崛起的艺术家之一。

## 生平
捷妮亚·豪斯纳生于充滿艺术氛围的家庭。父亲鲁道夫·豪斯纳是奥地利画家、姊妹天娅·豪斯纳是电影人和戏服设计师。她于1972年至1976年在维也纳美术学院、伦敦皇家戏剧艺术学院学习舞台设计。从1977年至1992年，她陆续为舞台剧和歌剧设计了上百台布景，其中包括维也纳的城堡剧院、伦敦的考文特花园、布鲁塞尔的皇家铸币局剧院等。自1992年起，捷妮亚·豪斯纳开始专门从事绘画，并在国内外展出。她在柏林、维也纳两地生活和工作。

## 作品

### 舞台设计
她最初的舞台设计是用从危楼、废院和垃圾场搜集来的材料建成的拼贴作品。她运用这种原料组成了一个戏剧化空间，介乎自然主义的明晰与抽象演绎之間，在冲撞中获得生命。

### 绘画
自1990年以来，捷妮亚·豪斯纳开始专注于绘画。人是她关注的焦点。她的图像是谜样的、描绘的情境是暧昧的。捷妮亚·豪斯纳的大型作品是社会场景的刻画，情境是故意碎片化的、採自日常生活的快照。 与古典绘画截然不同，她图像中的人物扮演别人的角色，而非他们自己，仿彿一出戏剧当中的演员阵容。其风格富于表现力，色彩浓烈洋溢，这一点明显地反映在她主角们的肉体色调上。捷妮亚·豪斯纳也在纸上和混合材质上作画。她将大型照片改造为绘画；取决于她当时所运用的具体材质，将各种材料融入其中。如此绘画与摄影便泯然若一，被带到当下艺术意识的边界。她的技法不拘一格，提炼了图像，建造出一种新现实。在手工纸上制作艺术作品的特别版，近来成了豪斯纳最新的实验领域。这些独特的限量版处理的是她绘画中既有的题材，但其图像已通过技法和材质而被重构，演化为一种独立的艺术形式。在准备2011年上海美术馆《毁伤》展览期间，豪斯纳对亚洲尤其是中国的各种主题产生浓厚兴趣，开始融之于她个人的艺术基因中——这不啻是当代艺术全球交流之明证。

### 项目
她积极投身于“无国界女性”运动及其“姊妹对抗暴力极端主义”（缩写为SAVE）项目，该项目着眼于全世界，尤其是处于极端境况中的人。她对建筑计划深感兴趣，譬如曾在2011年装饰维也纳Ringturm大厦外墙，并设计过教堂窗户（海尔布隆的基利安教堂、格尔登的圣约翰尼斯教堂，及梅泽堡的圣若望和圣劳伦斯大教堂）。

## 文献
- Xenia Hausner: Look Left – Look Right. Brandstätter Verlag, 2014, ISBN 978-3-85033-841-7
- Xenia Hausner: Damage. Hirmer Verlag, 2011, ISBN 978-3-7774-4281-5

## 引用
1. ↑  03.11. 2015[永久]
2. ↑  [Knut Boeser: Auf der Suche nachmöglichen Orten. In: Xenia Hausner: Rätselraum Fremde Frau, Braus Verlag, Heidelberg 1990, S. 16-18.]
3. ↑  [Xenia Hausner

Ich bleibe mir selbst ein Rätsel
. In: Global Art Affairs Foundation: “PERSONAL STRUCTURES – Crossing Borders”. European Cultural Centre, Venice 2015, ISBN 978-94-90784-18-8]
4. ↑  [Xenia Hausner, You and I, Prestel Verlag, München, Berlin, London 2008, S. 108-111]
5. ↑  [Peter Assmann, Damage,  Hirmer Verlag, 2011, ISBN 978-3-7774-4281-5]
6. ↑  [Chang Tsong-Zung: Xenia Haunser in China. In: Xenia Hausner Look Left – Look Right. Brandstätter Verlag, 2014, ISBN 978-3-85033-841-7]